# Arno Lustiger
(Dichiarazione di Arno Lustiger alla Frankfurter Allgemeine, 1º giugno 2006.)
Arno Lustiger (Będzin, 7 maggio 1924 – Francoforte sul Meno, 15 maggio 2012) è stato uno storico e scrittore tedesco di origine ebraica e polacca. È sopravvissuto all'Olocausto dopo aver subito la prigionia in vari campi di concentramento e l'internamento ad Auschwitz. Lustiger ha dato un contributo significativo alla ricerca e alla documentazione della storia della resistenza ebraica sotto il dominio nazista.
Era il padre di due figlie (Rina, pittrice, e Gila, scrittrice), e cugino di Jean-Marie Lustiger, arcivescovo di Parigi.  È stato tra i fondatori della Comunità ebraica di Francoforte.

## Biografia
Lustiger è nato e cresciuto a Będzin nella parte polacca dell'Alta Slesia. Suo padre, David Lustiger, consigliere comunale di Będzin, aveva un'azienda che produceva macchine per la produzione del pane. Nel 1939 l'azienda fu confiscata dai nazisti, ma David Lustiger rimase in azienda come operaio. All'inizio del 1943 la popolazione ebraica di Będzin fu detenuta nel ghetto di Będzin. La famiglia Lustiger è riuscita a nascondersi in una cantina. Nell'agosto 1943 il ghetto fu chiuso e la popolazione fu deportata nel campo di concentramento di Auschwitz-Birkenau. Pochi giorni dopo, la famiglia si è recata volontariamente in un campo di lavoratori forzati ad Annaberg, in Slesia, per restare unita come famiglia.

### "La marcia della morte"
Tuttavia, la famiglia è stata distrutta. Lustiger fu deportato nel campo di concentramento di Ottmuth e successivamente a Blechhammer, un sottocampo di Auschwitz. A partire dal 21 gennaio 1945 Lustiger dovette unirsi alla "marcia della morte" durante il gelido inverno verso il campo di concentramento di Gross-Rosen nella Bassa Slesia, mentre le truppe sovietiche si stavano avvicinando. Solo la metà dei 4.000 detenuti è sopravvissuta alla marcia della morte. Successivamente fu deportato nel campo di concentramento di Buchenwald e nel campo di concentramento di Langenstein-Zwieberge vicino ad Halberstadt. Lì l'aspettativa di vita era di circa tre o quattro settimane.
Nell'aprile 1945 Lustiger fuggì durante un'altra marcia della morte, quando il campo di concentramento fu chiuso a causa dell'avvicinarsi delle truppe americane. Fu salvato dai soldati americani e divenne un traduttore in uniforme e armato dell'esercito degli Stati Uniti. I suoi genitori morirono ad Auschwitz-Birkenau. Arno Lustiger  rimase in Germania dopo la guerra. Non gli era stato possibile immigrare (Aliyah) in Palestina o in Israele a causa del clima caldo e della sua cattiva salute. Sua sorella era sopravvissuta al campo di concentramento di Bergen-Belsen ma non le era stato permesso di entrare negli Stati Uniti perché aveva la tubercolosi.

### Dopo il 1945
Dalla fine della seconda guerra mondiale Lustiger visse a Francoforte dove, in qualità di produttore di tessuti, aveva creato un'azienda di successo per la moda femminile. Dopo “40 anni di silenzio”, come disse lui stesso, ha cominciato a scrivere articoli sulla storia ebraica, soprattutto nel XX secolo. Si dedicò in particolare alla storia ebraico-tedesca, alla guerra civile spagnola, alla resistenza ebraica e alla persecuzione degli ebrei nell'Unione Sovietica sotto Stalin. Dal 2004 al 2006 è stato visiting professor presso il Fritz-Bauer-Institut di Francoforte.
In una controversia ampiamente pubblicizzata, Lustiger non si è mostrato per niente d'accordo con lo storico americano Raul Hilberg, il quale sosteneva che la resistenza ebraica al regime nazista fosse stata banale.

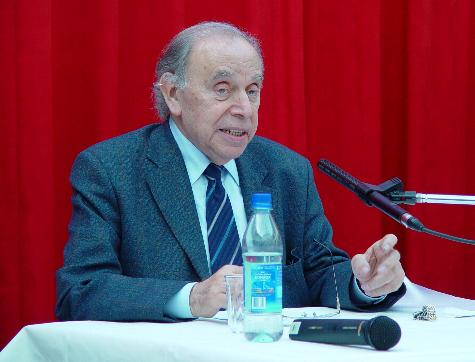
Arno Lustiger nel 2005

Il 27 gennaio 2005 Arno Lustiger ha parlato davanti al Bundestag tedesco insieme a Wolf Biermann in occasione dell'ora di commemorazione nel giorno del ricordo delle vittime del nazionalsocialismo. Tra l'altro, ha sottolineato la mancanza di elaborazione storica delle marce della morte dei prigionieri dei campi di concentramento, in cui caddero vittime diverse centinaia di migliaia di prigionieri per le strade del Reich tedesco.
Il 17 gennaio 2006 Lustiger ha fatto appello ad amici e conoscenti in occasione della presentazione del libro Non starò più zitto, prevista tre giorni più tardi nella Heiliggeistkirche di Francoforte, sulla prevenzione del diritto e della giustizia in Palestina di Rupert Neudeck.  Questo appello ebbe successo perché la chiesa evangelica non volle più mettere a disposizione l'aula destinata a tale scopo. Lustiger ha descritto gli oratori previsti per l'evento come nemici di Israele.
Il 10 settembre 2006, un suo saggio apparve, leggermente abbreviato, sul quotidiano della domenica Frankfurter Allgemeine. Intitolato "Poesia e verità? Non barare!", Lustiger criticò il modo in cui Günter Grass aveva trattato la sua appartenenza alle Waffen-SS nel suo ultimo libro.
Una profonda amicizia ha legato Lustiger allo scrittore Valentin Senger, che ha sostenuto anche intellettualmente e nel suo lavoro. Nelle interviste e negli eventi, ha chiamato Senger suo "fratello" mentre i due non erano imparentati.

### La morte
Il 15 maggio 2012 Lustiger è morto a Francoforte sul Meno, in Germania. Aveva 88 anni.

## Opere
- Sog nit kejnmol – Lieder des jüdischen Widerstandes, 1994
- Schalom Libertad! Juden im Spanischen Bürgerkrieg, 1998
- Rotbuch: Stalin und die Juden Die tragische Geschichte des Jüdischen Antifaschistischen Komitees und der sowjetischen Juden, Aufbau-Verlag, Berlino, 1998
- Zum Kampf auf Leben und Tod. Das Buch vom Widerstand der Juden 1933–1945, Kiepenheuer & Witsch, Köln, 2002, ISBN 3-89996-269-9
- Wir werden nicht untergehen. Zur jüdischen Geschichte, 2002
- Sing mit Schmerz und Zorn, Aufbau-Verlag, 2004
- B. Kerski, J. Skibinska (Hrsg.): Ein jüdisches Leben im Zeitalter der Extreme. Gespräche mit Arno Lustiger, fibre-Verlag, 2004